# 맥라이트

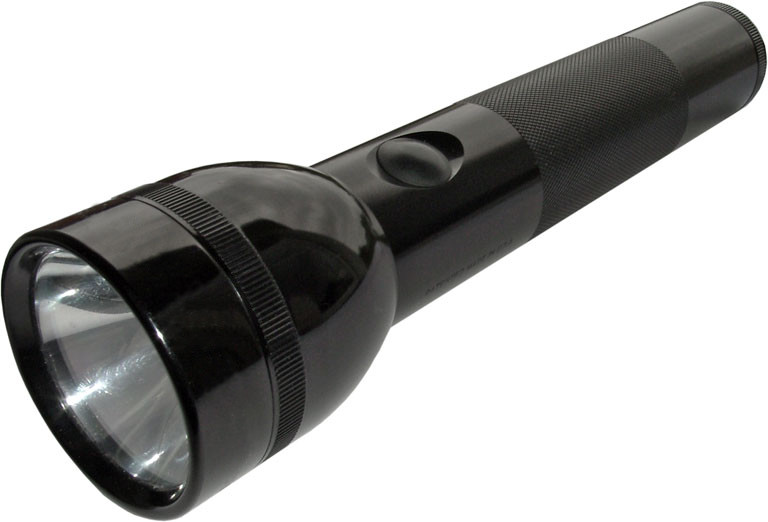
맥라이트

맥라이트(영어: Maglite)는 미국 캘리포니아주 온타리오에 소재한 기업 맥 인스트루먼트(Mag Instrument, Inc.)가 제조 및 판매하는 손전등 브랜드이다. 1979년 처음 등장하였다.